# Вулиця Зелена (Чортків)

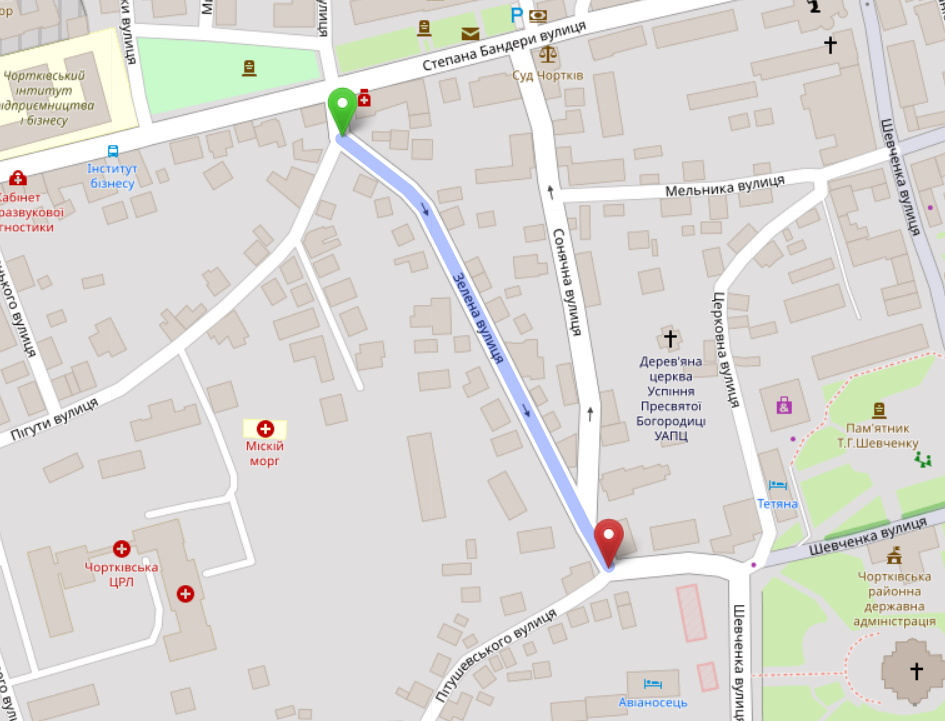
Вулиця Зелена на OpenStreetMap

Вулиця Зелена — вулиця в місті Чорткові (Тернопільська область, Україна). Починається від вулиці Дмитра Пітуги і продовжується вулицею Пітушевського.

## Історія
Стара назва — Кущова. Зеленою стала офіційно називатися у 1913 році, на передодні Першої світової війни. У 1920-х роках мала назву Пілсудського. Після війни знову стала Зеленою.

## Архітектура
На вулиці є пам'ятки архітектури місцевого значення:
- Житловий будинок (мур.), охоронний номер 1798 — Зелена, 1;
- Вілла (мур.), охоронний номер 1799 — Зелена, 13;
- Вілла (мур.), охоронний номер 1800 — Зелена, 25;
- Вілла (мур.), охоронний номер 1801 — Зелена, 27;
- Вілла (мур.), охоронний номер 1802 — Зелена, 31;

## Установи
- ТОВ «Редакція газети «Голос народу», вул. Зелена, 3